# 国义骞
国义骞（1984年7月1日—），云南思茅人，中国男演员，云南艺术学院戏剧学院2004级表演专业毕业。

## 作品

### 电视剧
- 2008年 《男左女右梆梆挷》 饰 大方
- 2013年 《毛纺厂的故事》 饰 海保安
- 2015年 《华夏医家乐》 饰 国义升
- 2015年 《交警队的故事》 饰 郑志[3]

### 电影
- 2017年 《来自月亮的我》 饰 土地
- 2018年 《无名之辈》 饰 演员 Actor
- 2021年 《人潮汹涌》 饰 晖姐的跟班